# @onefive
＠onefive（ワンファイブ）は2019年に結成された4人組ガールズグループ。メンバー4人は音楽活動に限らず、女優、モデルとしても活動。Japanese Classy Crushのコンセプトを基に活動中。所属事務所はアミューズ。所属レコードレーベルはavex trax。公式ファンクラブ名は「@fifth（フィフス）」。

## 概要
@onefiveはKANO、SOYO、GUMI、MOMOの4人組ガールズグループで、4人ともに女性アイドルグループさくら学院の2019年度の中等部3年メンバーである。共に小等部5年または6年の幼少期からグループ活動を始めている。
グループ名の「@」には「私たちから」「今この場所から」、また「onefive（ワンファイブ）」にはメンバー全員が15歳の時に結成されたこと、一期一会を大切に、という意味が込められている。
MOMOはラップを担当、SOYOは「初見キラー」と呼ばれている。KANOはダンスが上手、GUMIはセクシーお姉さんキャラ。
2019年のグループ活動開始後、新型コロナの世界的流行の影響を受けて対面での活動が制限される期間が続いた。この期間は主に配信での活動を続けオンラインライブを開催し、その後2022年2月に初めての対面形式のワンマンライブを開催することができた。
インディーズ期の音楽は作曲・編曲は主に辻村有記、作詞は同年代のYURAが担当していた。2022年11月にavexに所属し、メジャーデビュー以降の楽曲は新しいクリエーターを迎えている。
2022年10月、女優としてテレビドラマ「推しが武道館いってくれたら死ぬ」、翌2023年には映画「劇場版 推しが武道館いってくれたら死ぬ」に出演。
2023年11月、モデルとしてAmazon Fashion JapanのZ世代リーダーに就任。
2024年12月31日、台湾の台南市にて初海外公演。2025年6月14日、上海市にて中国大陸初公演。海外へ積極的に進出。

## メンバー
※グループにリーダーは存在しない。
| 名前          | 本名                        | 生年月日              | 出身   | 身長  |
| ------------- | --------------------------- | --------------------- | ------ | ----- |
| KANO （カノ） | 藤平華乃 （ふじひらかの）   | 2004年8月28日（20歳） | 千葉県 | 158cm |
| SOYO （ソヨ） | 吉田爽葉香 （よしだそよか） | 2004年6月14日（21歳） | 大阪府 | 165cm |
| GUMI （グミ） | 有友緒心 （ありともつぐみ） | 2004年9月7日（20歳）  | 千葉県 | 160cm |
| MOMO （モモ） | 森萌々穂 （もりももえ）     | 2004年12月8日（20歳） | 東京都 | 157cm |

## 年表

### 2019年
- 10月15日、 YouTube、Instagram、Twitterのアカウントを開設し、活動を開始。SNSで配信シングル「Pinky Promise」のティザー映像を公開。
- 10月19日、 神奈川県・KAAT神奈川芸術劇場で行われたさくら学院のイベント「さくら学院祭☆2019」のアンコールで、その正体がさくら学院の中等部3年メンバーの藤平華乃、有友緒心、森萌々穂、吉田爽葉香であることを発表し、「Pinky Promise」を初披露[23]。同日、 ビジュアル、「Pinky Promise」の配信ジャケットが解禁され、YouTubeで「Pinky Promise」のミュージックビデオが公開された[24]。
- 10月20日、配信シングル「Pinky Promise」が配信開始。@onefiveのデビュー日[25]。

### 2020年
- 4月26日、アスマートのフリーペーパーA!SMART JOURNEY VOL.9[26]表紙他に登場[27][28]。
- 5月5日、「みんなで@onefiveのグッズを作ろう！」の座談会が文字化されてnoteに公開された（全5回）。ファン投票の結果、マグカップのデザインとグッズ製作が決まった[29]。
- 6月24日、初のCDシングル「まだ見ぬ世界」を発売し[30][31]、Youtubeでミュージックビデオが公開された[32]。
- 6月25日、新創刊の雑誌「ite（アイト）」の表紙に登場[33]。
- 6月29日 - 7月20日、JFN PARKで、インターネットラジオ番組『@onefiveのまだ見ぬトーク』（全4回）を配信。
- 7月19日、ユニット初となるオンライントーク&ライブイベントを有料配信した[34][35]。
- 8月9日、新曲「雫」のダンスムービー「雫-Instrumental Dance Ver-」がYouTubeで公開された。
- 9月15日、新曲「雫」の配信リリース日が決定した。ハリオサイエンスとコラボし、イヤリングやネックレスを着用したメンバーの最新アーティスト写真が公開された[36]。
- 10月20日、「Pinky Promise」の楽曲デビュー1周年となる記念日に「雫」を配信リリース[37][38][39]。同日19時よりユニット初となるYouTube生配信番組「@onefiveと”おしゃべりの秋”」の配信が行われ、「雫」のリリックビデオが公開され、[40]。カジュアルブランド「après jour（アプレジュール）」やリンクコーデ専門ブランド「PairPair（ペアペア）」のinstagramやTikTokに登場することが発表された。
- 11月19日、公式LINEアカウント（@onefive_official）がオープンされた。
- 11月20日、YouTube生配信番組「@onefiveと”ぬくぬくの冬”」の配信が行われ、オンライン配信ライブ「Blue Winter 2020」が12月22日に開催されること[41]、note (配信サイト)の定期購読マガジンが開始されることが発表された。同日noteが更新されて、定期購読マガジンのタイトルは「KANOの！ Memory Memory...」、「GUMIちゃんだよ^ ^」、「SOYOの女子力研究所」、「MOMOの日記」に決められた[42]。
- 12月22日、オンライン配信ライブ「Blue Winter 2020」が開催され、「雫」の初パフォーマンスが行われた。「après jour」の着用モデルでTikTok動画を撮った話があり、KANOからの提案により@onefiveのTikTokアカウントを開設することが配信中に決まった。[43][44][45][46][47][48][49][50]。2021年には2枚目のシングル曲の発売を行うことがサプライズ発表された。
- 12月23日、公式のTikTokアカウント（@official.onefive）が公開された。

### 2021年
- 1月28日、シングル曲「BBB（ビビビ）」のティザー映像がYouTubeで公開され、シングル表題曲の「BBB」を2月10日に先行配信を開始、2枚目のシングル「BBB」を3月3日にリリースすることが発表された。アーティストビジュアルではaprès jourとコラボを行い、ゴブラン柄の台形スカートを着用したアーティスト写真が公開された[51][52][53][54][55][56]。
- 2月10日、新曲「BBB」の先行配信がスタート、同日夜に「BBB」のミュージックビデオがYouTubeでプレミア公開された。ミュージックビデオの公開直前にはリモート生配信番組 「@onefiveの“MVにビビビッと来るまで３・２・１」の配信が行われた[57]。
- 3月2日、「BBB」のDanceバージョンのミュージックビデオがYoutubeで公開された[58][59]。また、東名阪のタワーレコード3店舗（3月20日名古屋パルコ店、3月21日梅田NU茶屋町店、4月11日渋谷店）にてグループ結成後初めてとなる有観客リリース記念イベントを開催することが発表された[60][61]。
- 3月3日、2枚目のCDシングル「BBB」を発売した[62][63]。
- 3月16日、YouTube LIVE番組「WONDER WHEEL」に出演した。「WONDER WHEEL」への出演はグループ初めての音楽番組出演であり、最新曲「BBB」を含む3曲が披露された。また同日、2020年の開催された2公演（「まだ見ぬ世界」リリース記念 トーク＆ライブ、-Blue Winter 2020-）を収録した映像作品「@onefive 2020 -始まりのオンラインライブ-」を5月26日に発売することが発表された[64][65][66][67][68]。
- 3月20日、BBBリリース記念イベントをタワーレコード名古屋パルコ店で開催した。このリリースイベントは活動を開始してから初めてとなるファンとの対面イベントとなった。
- 3月21日、BBBリリース記念イベントをタワーレコード梅田NU茶屋町店で開催した。
- 4月5日、ダンスクリエイター集団YDK Apartmentとコラボレーションした「BBB」のミュージックビデオ**Official Concept Video** 〜Online to Offline〜がYoutubeで公開された[69][70][71]。
- 4月6日、Instagramのフォロワー数1万人を達成した。
- 4月11日、BBBリリース記念イベントをタワーレコード渋谷店で開催した。
- 4月18日、Instagramのフォロワー数が1万人を達成したことを記念して、YouTube生配信番組「@onefive "感謝とぽかぽかの春"」の配信が行われた。BBBのカップリング曲「缶コーヒーとチョコレートパン」のリリックビデオがYoutubeで公開され、リリックビデオの動画編集はメンバーのKANOが担当したことが発表された。
- 4月25日、TikTokのフォロワー数1万人を達成した。
- 5月15日、初めての映像作品「@onefive 2020 -始まりのオンラインライブ-」リリース直前のYouTube生配信番組「今夜もユーチューブライブの始まり始まり〜♪」が行われ、リリースを記念して6月19日にタワーレコードオンラインイベントが行われることが発表された[72]。
- 5月26日、初めての映像作品「@onefive 2020 -始まりのオンラインライブ-」を発売した。
- 6月6日、出演を予定していたSAKAE SP-RING 2021が開催中止となった。YouTubeで「まだ見ぬ世界」のダンス動画、「まだ見ぬ世界」**Dance Practice**が公開された。
- 6月7日、YouTubeのチャンネル登録者数1万人を達成した。
- 6月13日、YouTubeで「Pinky Promise」のダンス動画、「Pinky Promise」 **Dance Practice**が公開された。
- 6月19日、映像作品「@onefive 2020 -始まりのオンラインライブ-」の購入者限定リリースイベントをタワーレコード渋谷店で開催した。
- 6月27日、YouTubeで「雫」のダンス動画、「雫」 **Dance Practice**が公開された。
- 7月5日、Twitterのフォロワー数1万人を達成した。
- 7月7日、新曲「Lalala Lucky」がホーユー BeautylaboホイップカラーのWEB CM（堀田真由のいろいろきぶん）のタイアップソングに決定したことが発表され、同WEB CMがYouTubeで公開された。
- 9月15日、YouTube生配信番組「@onefive "夏の締めは@onefiveと一緒に!"」の配信が行われた。
- 10月1日、各SNSのフォロワー数1万人達成を記念したパジャマパーティー生配信が10月15日に行われることが発表された[73][74]。
- 10月15日、生配信イベント「＠onefiveとパジャマパーティー」が開催され、新曲「Underground」を11月24日に配信リリースすることが発表された。またドキュメンタリー「私たちのUnderground」が毎週土曜日にYouTubeで公開することも発表された[75]。
- 11月1日、新曲「Just for you」がジュエリーブランドTHE KISSの2021年クリスマスCMソングに決定したことが発表された[76][77]。
- 11月6日、新曲「Underground」のビジュアルが公開された。また11月26日にリリース記念生配信のイベントを開催することが発表された[78][79]。
- 11月24日、配信シングル「Underground」がリリースされた。メンバー自身が考案し振り付けを行った「Underground」のMVがYouTubeでプレミア公開された。
- 11月26日、新曲「Underground」のリリースを記念した生配信イベントが開催された。2022年2月2日にファーストアルバム「1518（イチゴイチエ）」をリリースすることが発表された。また2019年のグループ結成以降、初めての有観客ライブ「@onefive 1st LIVE -1518-」を東京の渋谷クラブクアトロと大阪の梅田クラブクアトロで開催することが発表された[80][81]。
- 12月1日、配信シングル「Just for you」がリリースされた。
- 12月4日、YouTube Music Weekend vol.4に参加。2020年12月に行われた「@onefive オンラインライブ-Blue Winter 2020-」のライブ映像の一部がプレミア公開された。
- 12月19日、YouTube生配信番組@onefive″2021年Last生配信″の配信が行われた。

### 2022年
- 1月5日、1stアルバム『1518』のジャケット写真とアーティスト写真が公開された。また梅田クラブクアトロと渋谷クラブクワトロで行われるワンマンライブ「@onefive 1 st LIVE -1518-」の昼公演が追加され昼夜2公演の開催となることが発表された[82][83][84][85][86][87]。
- 2月2日、1stアルバム『1518』を発売した[88][89][90]。また同日アドビの全面協力のもと、学校法人角川ドワンゴ学園が運営するN高等学校と共同制作した「Lalala Lucky」のMVが公開された[91][92][93][94][95]。
- 2月4日、1stアルバムのリリースを記念したYouTube生配信 "1518にはじめまして!" が行われた。
- 2月7日、音楽トーク番組「TALKIN' ABOUT」に出演した。
- 2月14日、1stアルバム『1518』のデジタル配信が開始された[96]。
- 2月20日、@onefive結成から初めての有観客ワンマンライブ 1st LIVE -1518- 大阪を梅田クラブクアトロで開催した。
- 3月6日、1st LIVE -1518- 東京を渋谷クラブクアトロで開催した。また夜公演は有観客ライブのリアルタイム配信が行われた[97][98][99]。
- 5月8日、@onefive結成から初めてとなるサーキットライブSUPER MAWA LOOP OSAKA 2022に出演した。
- 6月5日、SAKAE SP-RING 2022に出演した。
- 6月19日、YATSUI FESTIVAL! 2022に出演した。8月31日に初の有観客ライブの映像作品「@onefive 1st LIVE-1518- at SHIBUYA CLUB QUATTRO」を発売、6月25日にYouTube生配信が行われることが告知された[100][101][102][103]。
- 6月25日、ライブ映像作品「@onefive 1st LIVE -1518- at SHIBUYA CLUB QUATTRO」のリリース決定を記念したYouTube生配信が行われた。
- 7月18日、初めてとなる野外フェス、SPARK 2022 in YAMANAKAKOに出演した。サプライズで新曲TAP!TAP!TAP!が初披露された。
- 8月6日、生配信イベント「@onefiveと浴衣でLJK夏祭り!!」が行われた。番組中、映像作品「@onefive 1st LIVE -1518- at SHIBUYA CLUB QUATTRO」のリリースイベントが愛知、大阪、東京のタワーレコード3店舗で行われることが発表された[104][105][106]。
- 8月16日、10月からスタートするテレビドラマ「推しが武道館いってくれたら死ぬ」にMOMO、KANO、SOYO、GUMIが出演することが発表された[107][108][109][110]。
- 8月31日、映像作品「@onefive 1st LIVE -1518- at SHIBUYA CLUB QUATTRO」がリリースされた[111][112]。
- 9月24日、映像作品「@onefive 1st LIVE -1518- at SHIBUYA CLUB QUATTRO」のリリース記念トークイベントがタワーレコード名古屋パルコ店で開催された。
- 9月25日、映像作品「@onefive 1st LIVE -1518- at SHIBUYA CLUB QUATTRO」のリリース記念トークイベントがタワーレコード梅田NU茶屋町店で開催された。イベント中に会場から生配信が行われ[113]、ワンマンライブ「@onefive LIVE 2022 -SPOTLIGHT-」が11月6日に梅田クラブクアトロ、11月13日に恵比寿ザ・ガーデンホールで開催されることが発表された[114][115][116][117]。
- 10月2日、映像作品「@onefive 1st LIVE -1518- at SHIBUYA CLUB QUATTRO」のリリース記念トークイベントがタワーレコード渋谷店で開催された。
- 10月6日、テレビドラマ「推しが武道館行ってくれた死ぬ」の主題歌「未来図」でavex traxからメジャーデビューすることが発表された[118][119][120][121]。また同日、オフィシャルサイトが開設された。
- 10月20日、デビュー3周年を記念したYouTube生配信 ""@onefive デビュー記念日生配信！"が行われた。新曲「未来図」のジャケット写真が公開され、11月6日に「未来図」の配信が開始されることが発表された[122]。
- 11月6日、「未来図」の配信を開始した。同日、梅田クラブクアトロでワンマンライブ@onefive LIVE 2022 -SPOTLIGHT-が開催され、11月6日にメジャーデビューしたことが発表された[123]。
- 11月13日、恵比寿ザ・ガーデンホールでワンマンライブ@onefive LIVE 2022 -SPOTLIGHT-が開催された。SPOTLIGHT恵比寿公演の後日配信、オープンレックにてサブスクコミュニティチャンネル『@onefive new world』を開設すること、11月23日に初回配信が行われることが発表された。また「未来図」のMVが公開された[124][125][126][127]。
- 11月23日、オープンレックにてコミュニティチャンネル「@onefive new world」が開設され、第1回目の配信が行われた。
- 11月30日、「未来図」のミュージックカード付きアクリルスタンドの販売を開始した。
- 12月17日、11月13日に開催されたワンマンライブ@onefive LIVE 2022 -SPOTLIGHT-恵比寿の映像がLIVESHIPにて配信開始された。
- 12月18日、『推しが武道館いってくれたら死ぬ』の映画化が発表[128]。出演はテレビドラマ版キャストが続投となる。
- 12月24日、-SPOTLIGHT-恵比寿のライブ映像のオーディオコメンタリーが追加配信された。また同日に@onefiveとファンが繋がれる場所（実質ファンクラブ）として「@onefiveプレミアム」のサービスを2023年1月15日から開始されることが発表された[129][130]。

### 2023年
- 1月15日、@onefiveプレミアムを開始した。また同日にワンマンライブが4月9日に開催されることが発表された[131][132]。
- 5月12日、『劇場版 推しが武道館いってくれたら死ぬ』がポニーキャニオン配給で公開[133]。初日舞台挨拶が東京・新宿バルト9で開催され、劇中のアイドルグループ・ChamJamのメンバーとして出演した＠onefiveも登壇した[134]。
- 5月24日、メジャーデビュー後の初めてのシングルとなる「Chance×Change」をリリースした。また同日に配信をスタートした[135]。
- 7月15日、「SPARK 2023 in YAMANAKAKO」出演[136]。
- 7月29日、六本木アイドルフェスティバル2023[137]。
- 8月4日、TGC teen 2023 Summer[138]。
- 8月6日、TOKYO IDOL FESTIVAL 2023（東京アイドルフェスティバル、TIF）[139][140]。
- 8月20日、ちゃお×りぼん ガールズコミックフェス[141]。
- 8月21日、新曲「Like A」がジュエリーブランドTHE KISSの2023年CMソングに決定したことが[142]。
- 8月23日、CDシングル「Justice Day」をリリースした[143]。
- 8月26日、「コネコレロック2023」出演[144]。
- 8月30日、TBS「PLAYLIST」出演、「Justice Day」を披露[145]。
- 10月7日、「GIGA・GIGA SONIC 2周年大感謝祭SPECIAL in 幕張メッセ presented by ドラゴンエッグ」出演[146]。
- 11月1日、Amazon FashionのZ世代リーダーに就任[147][3]。
- 11月17日、@onefiveオフィシャルキャラクター「@CHIB15(読み：ちびふぁいぶ)」誕生[148]。
- 11月22日、「F.A.F.O」の配信を開始した[149]。
- 12月1日、「日テレイマジナリウム2023」というメタバース（cluster）プロジェクト参加が発表された。@CHIB15ドット絵は東京都現代美術館に展示された[150][151][152]。
- 12月4日、特別番組「@onefive fun time!」がテレ朝動画logirlで配信[153]。
- 12月21日、東京・EX THEATER ROPPONGIにてワンマンライブ「@onefive LIVE 2023ーNO15E MAKER：Overgroundー」を開催。終演後に、2024年1月17日に新曲「ショコラブ」のリリースと、2024年春にメジャー・デビュー1stアルバムのリリースを発表しています[3]。

### 2024年
- 1月6日、「ニューイヤーだよ！六本木アイドルフェスティバル」EX THEATER ROPPONGI[154]。
- 1月17日、「ショコラブ」の配信を開始した[155]。
- １月18日、「 DJ KOO Fes Volume On」CLUB CITTA[156]。
- 2月6日、TJSラジオ「Nazuki's Music Time」出演（ロサンゼルスから放送）[157]。
- 2月14日、「ショコラブ」のMVが公開された[1]。
- 2月18日、@fifth会員様限定の「15VIBES」公開収録イベント[158]。
- 2月21日、「Mr.Gorgeous」の配信を開始した[159]。
- 2月23日、日テレイマジナリウム「メタバースパーティー」開催[157][160]。
- 3月9日、「推し博」出演、Zepp Fukuoka[161]。
- 3月31日、CSテレ朝チャンネル1「@onefiveのお辞儀ツアー 日本の伝統を探しにいこう！」放送[162]。
- 4月9日、「Mr.Gorgeous」がAmazonプライム・ビデオのCMソングに起用[163]。
- 4月17日、「Classy Crush」(ヨミ：クラッシークラッシュ)アルバムを発売した[164]。
- 5月1日、TBS「PLAYLIST」出演、「OZGi」を披露[165]。
- 5月11日、「MAWA LOOP OSAKA 2024」出演[166]。
- 7月14日、「SPARK 2024 in KAWASAKI」出演[167]。
- 8月2日、「TOKYO IDOL FESTIVAL 2024」出演[168]。
- 8月8日、新曲「Love Call」がジュエリーブランドTHE KISSの2024年CMソング、メンバーも出演[169]。
- 8月14日、配信シングル「KAGUYA」リリース[170]。
- 8月17日、「@onefive LIVEHOUSE TOUR 2024 "Classy Crush" 」初の全国ライブハウスツアー（9月15日まで）[171]。
- 8月31日、「おかやまハレいろキャンペーン2024」オープニングイベント出演（台風のため中止）[172][173]。
- 9月1日、「a-nation 2024」シューティングアクト出演[174]。
- 9月16日、「MAWA LOOP AUTUMN 2024」出演[175]。
- 10月16日、配信シングル「Love Call」リリース[176]。
- 10月19日、5周年ワンマンライブ「5555」[25]。
- 10月20日、【「岡山×香川」つながる食の大博覧会】出演[177]。
- 11月7日、新番組「15VIBES」がテレ朝動画logirlでスタート[178]。
- 12月19日、「@onefive・@fifth限定ライブ2024」[179]。
- 12月31日、台湾の台南市「2025台南好young跨年晚會 」初海外で、初年越しパフォーマンス[180]。

### 2025年
- 2月14日、配信シングル「KAWAII KAIWAI」リリース[181]。
- 2月20日、SOYOがタトル明大前洋菓子店で1日店長[182]。
- 2月23日、KANOが勝五郎で1日店長[182]。
- 2月24日、GUMIが自由が丘サンドで1日店長[182]。
- 2月26日、MOMOが700cc高田馬場店で1日店長[182]。
- 3月13日、SOYOとGUMIがおとぎ話コンセプトクレープキッチンカーOnce Upon A Timeで1日店長[183]。
- 3月15日、SOYOとMOMOがYANKEE DONUTSで1日店長。GUMIとKANOでCity Dining Macy'sで1日店長[182]。
- 3月21日、KANOとMOMOがOnce Upon A Timeで1日店長[183]。
- 3月23日、「じょんならんフェスティバル 2025」出演[184]。
- 3月26日、配信EP「more than kawaii」リリース[185]。TBS「PLAYLIST」出演、「らいあーらいあー」を披露[186]。
- 3月29日、CSテレ朝チャンネル1「@onefive かわいいを超えていこうツアー」放送[187]。
- 3月30日、@onefive TOUR 2025 "more than kawaii" 東名阪ツアー（4月6日まで）[188]。
- 5月3日、「Voice Actors Day in 肉フェス2025 Powered by アミュボch」Special Guestとして出演[189]。
- 5月10~11日、「MAWA LOOP OSAKA 2025 10th Anniversary」出演[190]。
- 6月14~15日、「TIF ASIA TOUR 2025 in Shanghai」出演[22]。
- 7月、「Taco Bell」とのコラボメニュー[191]。
- 7月13日、「SPARK 2025 渋谷納涼祭」[192]。
- 7月19日、「合法 9th Anniversary × uijin presents “LOVE超合法” #LOVE超合法」[192]。
- 7月20日、「Oshi Fes in IKEBUKURO」[192]。
- 7月25日、台湾「漫画博覧会2025」出演[193]。
- 7月26~27日、「@JAM 上海 POP vol.1 by KKSK」出演[194]。
- 8月1日、配信シングル「アルプス・バイブス」リリース[195]。「TOKYO IDOL FESTIVAL 2025 supported by にしたんクリニック」[192]。
- 8月2日、「“DASH BASH” ‒‒ presented by @onefive vol.1 ‒ w/”AMEFURASSHI”」[192]。
- 8月8日、曲「TAP!TAP!TAP! (TJO Remix)」がTHE KISSの2025年CMソング、メンバーも出演[196]。「アルプス・バイブス」のMVが公開された。
- 8月9日、「“DASH BASH” ‒‒ presented by @onefive vol.2 ‒ w/”最終未来少女”」[192]。
- 8月11日、YouTubeで新番組「15CH (じゅうごちゃん)」。
- 8月15日、@onefiveのニコ生夏まつり生配信[197]。
- 8月30日、「@JAM EXPO 2025 supported by UP-T」出演[198]。
- 8月31日、「GiRLS SUMMiT-DANCE UNITE MOVE-」出演[199]。
- 9月7日、潮台北BOOM 台北アリーナシリーズ「TRENDY TAIPEI J-POP NIGHT」出演[200]。
- 9月13~15日、「SPARK 2025 in MAKUHARI」出演[201]。
- 9月23日、「STARRZ TOKYO2025 」出演[202]。
- 12月20日、@onefive LIVE 2025 "DOH YOH" 東京公演[203]。
- 12月26日、@onefive LIVE 2025 "DOH YOH" 大阪公演[204]。

## 特徴
日本の音楽の良さをアピールしつつ、海外の音楽の要素も取り入れている。これらの要素にはヒップホップ、アフロビート、ジャングル、ジャージークラブ、中東の音楽が含まれている。歌詞は強い女の子を描いたものが多く、メンバーの思いや感情が込められている。メンバーはグループの創造的なプロセスのさまざまな側面に深く関わっている。影響を受けたアーティストとしてBLACKPINK、Perfume、Red Velvet、MAMAMOOを挙げている。

## 作品

### アルバム
| # | 発売日        | タイトル     | 販売形態   | 規格品番     | 最高順位/ | 備考         |
| - | ------------- | ------------ | ---------- | ------------ | --------- | ------------ |
| 1 | 2022年2月2日  | 1518         | CD+Blu-ray | GTCG-0765    | 40位/6位  | スペシャル盤 |
| 1 | 2022年2月2日  | 1518         | CD         | GTCG-0766    | 40位/6位  | 通常盤       |
| 2 | 2024年4月17日 | Classy Crush | CD+Blu-ray | AVCD-63567/B | 16位      | スペシャル盤 |
| 2 | 2024年4月17日 | Classy Crush | CD         | AVCD-63568   | 16位      | 通常盤       |

### EP
| # | 発売日        | タイトル         | 販売形態                         | 規格品番   | 最高順位 | 備考   |
| - | ------------- | ---------------- | -------------------------------- | ---------- | -------- | ------ |
| 1 | 2025年3月26日 | more than kawaii | ミュージックカード               | AVZ1-61513 |          | 配信EP |
| 1 | 2025年3月26日 | more than kawaii | ミュージックカード＋Good付(帽子) | AVZ1-61514 |          | 配信EP |

### CDシングル
| # | 発売日        | タイトル     | 販売形態 | 規格品番  | 最高順位/ | 備考                                                               |
| - | ------------- | ------------ | -------- | --------- | --------- | ------------------------------------------------------------------ |
| 1 | 2020年6月24日 | まだ見ぬ世界 | CD       | GTCG-0745 | 21位/7位  | 作曲：辻村有記 Adobeとフォトコラージュコンテストでコラボレーション |
| 2 | 2021年3月3日  | BBB          | CD       | GTCG-0753 | 27位/7位  | 作曲：辻村有記 après jourとコラボレーション                        |

| # | 発売日        | タイトル      | 販売形態   | 規格品番     | 最高順位/ | 備考                                                            |
| - | ------------- | ------------- | ---------- | ------------ | --------- | --------------------------------------------------------------- |
| 1 | 2023年5月24日 | Chance×Change | CD+Blu-ray | AVCD-61319/B |           |                                                                 |
| 1 | 2023年5月24日 | Chance×Change | CD         | AVCD-61320   |           |                                                                 |
| 2 | 2023年8月23日 | Justice Day   | CD+Blu-ray | AVCD-61360/B |           | <<THE KISS>> 2023年CMソング「Like A」 配信は2023年8月18日開始。 |
| 2 | 2023年8月23日 | Justice Day   | CD         | AVCD-61361   |           | <<THE KISS>> 2023年CMソング「Like A」 配信は2023年8月18日開始。 |

### 配信シングル
| #  | 配信開始日     | タイトル           | 販売形態                        | 備考 |
| -- | -------------- | ------------------ | ------------------------------- | --- |
| 1  | 2019年10月20日 | Pinky Promise      | ダウンロード                    | 作曲：THE CHARM PARK / 辻村有記 |
| 2  | 2020年10月20日 | 雫                 | ダウンロード                    | 作曲：辻村有記 ハリオサイエンスとアロマアクセサリーでコラボレーション |
| 3  | 2021年2月10日  | BBB                | ダウンロード                    | 作曲：辻村有記 après jourとコラボレーション |
| 4  | 2021年11月24日 | Underground        | ダウンロード                    | 作曲：辻村有記 |
| 5  | 2021年12月1日  | Just for you       | ダウンロード                    | 作曲：Chocoholic <<THE KISS>> 2021年クリスマスCMソング曲 |
| 6  | 2022年11月6日  | 未来図             | ダウンロード ミュージックカード | 作曲：辻村有記 テレビドラマ「推しが武道館いってくれたら死ぬ」主題歌 アクリルスタンド付きのミュージックカード3種類 AVZ1-79891 -ペンちゃんドール ver.- AVZ1-79892 -はっちゃけLJK ver.- AVZ1-79893 -最強の私たち ver.- |
| 7  | 2023年4月1日   | Chance             | ダウンロード                    | 作曲：Shusui / tsubomi / Zeyun |
| 8  | 2023年11月22日 | F.A.F.O            | ダウンロード                    | 作曲：☆Taku Takahashi (m-flo) / Emyli |
| 9  | 2024年1月17日  | ショコラブ         | ダウンロード                    | 作曲：FOFU / SUNNY |
| 10 | 2024年2月21日  | Classy Crush       | ダウンロード                    | 1. Justice Day 2. Mr.Gorgeous 3. SAWAGE |
| 11 | 2024年8月14日  | KAGUYA             | ダウンロード ミュージックカード | 作曲：Ryotaro Koga, 芦田菜名子 |
| 12 | 2024年10月16日 | Love Call          | ダウンロード                    | 作曲：Zeyun, J-Dash |
| 13 | 2025年1月15日  | らいあーらいあー   | ダウンロード                    | 作曲： Koshin, Mayu Wakisaka |
| 14 | 2025年2月14日  | KAWAII KAIWAI      | ダウンロード                    | 作曲：Ryotaro Koga, 芦田菜名子 |
| 15 | 2025年8月1日   | アルプス・バイブス | ダウンロード ミュージックカード | 作曲：Koshin, Mayu Wakisaka |

### 映像作品
| # | 発売日        | タイトル                                         | 販売形態 | 規格品番  | 最高順位/ | 備考         |
| - | ------------- | ------------------------------------------------ | -------- | --------- | --------- | ------------ |
| 1 | 2021年5月26日 | @onefive 2020 -始まりのオンラインライブ-         | Blu-ray  | GTCG-0754 | 56位/8位  |              |
| 1 | 2021年5月26日 | @onefive 2020 -始まりのオンラインライブ-         | DVD      | GTCG-0755 | 71位      |              |
| 2 | 2022年8月31日 | @onefive 1st LIVE -1518- at SHIBUYA CLUB QUATTRO | Blu-ray  | GTCG-0774 | 9位/3位   | スペシャル盤 |
| 2 | 2022年8月31日 | @onefive 1st LIVE -1518- at SHIBUYA CLUB QUATTRO | Blu-ray  | GTCG-0775 | 9位/3位   | 通常盤       |

## ライブ・イベント
この一覧は未完成です。加筆、訂正して下さる協力者を求めています。

### ワンマンライブ
- 「まだ見ぬ世界」リリース記念 トーク＆ライブ（2020年7月19日、WWWX、無観客有料オンライン配信ライブ）[34]
- Blue Winter 2020（2020年12月22日、Veats SHIBUYA、無観客有料オンライン配信ライブ）
- 「@onefive 1st LIVE -1518-」大阪（2022年2月20日、梅田クラブクアトロ、有観客ライブ）
- 「@onefive 1st LIVE -1518-」東京（2022年3月6日、渋谷クラブクアトロ、有観客ライブ[夜公演は有観客ライブに加えて配信ライブ]）
- 「@onefive LIVE 2022 -SPOTLIGHT-」大阪（2022年11月6日、梅田クラブクアトロ、有観客ライブ）
- 「@onefive LIVE 2022 -SPOTLIGHT-」東京（2022年11月13日、恵比寿ザ・ガーデンホール、有観客ライブ、12月17日～12月31日に東京公演を配信）
- 「@onefive LIVE 2023 -Chance×Change-」東京（2023年4月9日、EX THEATER ROPPONGI）
- 「@onefive LIVE 2023ーNO15E MAKER：Undergroundー」大阪（2023年11月25日、Yogibo META VALLEY）
- 「@onefive LIVE 2023ーNO15E MAKER：Overgroundー」東京（2023年12月21日、EX THEATER ROPPONGI）[225]
- 「5555」5周年ワンマンライブ（2024年10月19日、Shibuya WWW X）[25]
- 「@onefive・@fifth限定ライブ2024」（2024年12月19日、LIVE STUDIO LODGE)[179]
- 「@onefive LIVE 2025 "DOH YOH"」東京（2025年12月20日、ヒューリックホール東京）[203]。
- 「@onefive LIVE 2025 "DOH YOH"」大阪（2025年12月26日、BIGCAT）[204]。

### 単独イベント
- 「BBB」リリースイベント名古屋（2021年3月20日、タワーレコード名古屋パルコ店、シングル購入者限定イベント[注 11]）
- 「BBB」リリースイベント大阪（2021年3月21日、タワーレコード梅田NU茶屋町店、シングル購入者限定イベント）
- 「BBB」リリースイベント東京（2021年4月11日、タワーレコード渋谷店、シングル購入者限定イベント）
- 「@onefive 2020 -始まりのオンラインライブ-」リリース記念オンラインイベント（2021年6月19日、タワーレコード渋谷店、購入者限定イベント）[72]
- @onefiveとパジャマパーティー（2021年10月15日、LIVESHIP、オンライン配信イベント）
- @onefive「Underground」リリース記念生配信（2021年11月26日、LIVESHIP、オンライン配信イベント）
- @onefiveと浴衣でLJK夏祭り!!（2022年8月6日、LIVESHIP、オンライン配信イベント）
- 「@onefive 1st LIVE -1518- at SHIBUYA CLUB QUATTRO」リリース記念トークイベント1部、2部 愛知（2022年9月24日、タワーレコード名古屋パルコ店、購入者限定イベント）
- 「@onefive 1st LIVE -1518- at SHIBUYA CLUB QUATTRO」リリース記念トークイベント1部、2部 大阪（2022年9月25日、タワーレコード梅田NU茶屋町店、購入者限定イベント）
- 「@onefive 1st LIVE -1518- at SHIBUYA CLUB QUATTRO」リリース記念トークイベント1部、2部 東京（2022年10月2日、タワーレコード渋谷店、購入者限定イベント）
- 「Chance×Change」リリース記念イベント オンラインサイン会＆抽選会（2023年5月23日 19:00 オンライン)
- 「Chance×Change」リリース記念イベント東京（2023年5月24日 17:30 アーバンドックららぽーと豊洲 シーサイドデッキメインステージ）
- 「“DASH BASH” ‒‒ presented by @onefive vol.1 ‒ w/”AMEFURASSHI”」（2025年8月2日、Zepp Shinjuku ）[192]
- 「“DASH BASH” ‒‒ presented by @onefive vol.2 ‒ w/”最終未来少女”」（2025年8月9日、Umeda Club Quattro）[192]

### その他ライブ・イベント
- SUPER MAWA LOOP OSAKA 2022 2日目（2022年5月8日、なんばHatch）[226]
- SAKAE SP-RING 2022 2日目（2022年6月5日、名古屋ReNY limited）
（三阪咲、＠onefive、武藤彩未の出演順で神タイムテーブルと言われた）[227]
- YATSUI FESTIVAL! 2022 2日目（2022年6月19日、duo MUSIC EXCHANGE）[228]
- SPARK 2022 in YAMANAKAKO 3日目（2022年7月18日、山中湖交流プラザきらら SPARK STAGE）[229]
- SPARK 2023 in YAMANAKAKO（2023年7月15日）[136]
- TGC teen 2023 Summer（2023年8月4日、国立代々木競技場）[138]
- TOKYO IDOL FESTIVAL 2023（2023年8月6日）[139][140]
- コネコレロック2023（2023年8月26日）[144]
- GIGA・GIGA SONIC 2周年大感謝祭SPECIAL in 幕張メッセ presented by ドラゴンエッグ（2023年10月7日） [146]
- 「Opportunity」@clubasia（2023年12月27日、clubasia）[230]
- ニューイヤーだよ！六本木アイドルフェスティバル（2024年1月6日、EX THEATER ROPPONGI）[154]
- DJ KOO Fes Volume On（2024年１月18日、CLUB CITTA）[156]
- 推し博（2024年3月9日、Zepp Fukuoka）[161]
- MAWA LOOP OSAKA 2024（2024年5月11日）[166]
- SPARK 2024 in KAWASAKI（2024年7月14日）[167]
- TOKYO IDOL FESTIVAL 2024（2024年8月2日）[168]
- 「おかやまハレいろキャンペーン2024」オープニングイベント（2024年8月31日）[172]
- a-nation 2024（2024年9月1日、味の素スタジアム）[174]
- MAWA LOOP AUTUMN 2024（2024年9月16日）[175]
- 「岡山×香川」つながる食の大博覧会（2024年10月20日、きびプラザ）[177]
- 2025台南好young跨年晚會 （2024年12月31日、台湾の台南市）[180]
- じょんならんフェスティバル 2025（2025年3月23日、瀬戸大橋記念公園）[184]
- Voice Actors Day in 肉フェス2025 Powered by アミュボch（2025年5月3日、肉フェスお台場特設会場）[189]
- MAWA LOOP OSAKA 2025 10th Anniversary（2025年5月10日）[190]
- TIF ASIA TOUR 2025 in Shanghai（2025年6月14~15日、上海）[22]
- 「SPARK 2025 渋谷納涼祭」（2025年7月13日）[192]
- 合法 9th Anniversary × uijin presents “LOVE超合法” #LOVE超合法（2025年7月19日）[192]
- Oshi Fes in IKEBUKURO（2025年7月20日）[192]
- 漫画博覧会2025（2025年7月25日、台湾）[193]
- @JAM 上海 POP vol.1 by KKSK（2025年7月26~27日、上海）[194]
- TOKYO IDOL FESTIVAL 2025 supported by にしたんクリニック（2025年8月1日）[192]
- @JAM EXPO 2025 supported by UP-T（2025年8月30日）[198]
- GiRLS SUMMiT-DANCE UNITE MOVE-（2025年8月31日）[199]
- 潮台北BOOM 台北アリーナシリーズ「TRENDY TAIPEI J-POP NIGHT」（2025年9月7日、台湾）[200]
- SPARK 2025 in MAKUHARI（2025年9月13~15日）[201]
- STARRZ TOKYO 2025（2025年9月23日）[202]

## 出演
この一覧は未完成です。加筆、訂正して下さる協力者を求めています。

### インターネット配信番組
- @onefiveと”おしゃべりの秋”（2020年10月20日、Youtube）[40]
- @onefiveと”ぬくぬくの冬”（2020年11月20日、Youtube）[41]
- @onefiveの“MVにビビビッと来るまで３・２・１”（2021年2月10日、Youtube）[57]
- @onefive ”感謝とぽかぽかの春”（2021年4月18日、Youtube）
- @onefive ”今夜もユーチューブライブの始まり始まり〜♪”（2021年5月15日、Youtube）
- @onefive ”夏の締めは@onefiveと一緒に!”（2021年9月15日、Youtube）
- @onefive ”2021年Last生配信”（2021年12月19日、Youtube）
- @onefive ”1518にはじめまして! 1stアルバムリリース記念生配信”（2022年2月4日、Youtube）
- 音楽トーク番組「TALKIN’ ABOUT」（2022年2月7日、Youtube）
- @onefive ”1st LIVE -1518- at SHIBUYA CLUB QUATTRO　ライブ映像作品リリース決定!生配信”（2022年6月25日、Youtube）
- @onefive ”デビュー記念日生配信！”（2022年10月20日、Youtube）
- ”@onefive new world”（2022年11月23日 - 2023年12月20日、オープンレック）
- ”15VIBES（わんふぁいぶばいぶす）”（2023年8月23日～2024年7月10日、Youtube）[231]
- ”@onefive fun time!”（2023年12月4日 - 2023年12月18日、テレ朝動画logirl）[232]
- ”15VIBES”（2024年11月7日～、テレ朝動画logirl）[178]
- "15CH (じゅうごちゃん)"（2025年8月11日～、YouTube）

### テレビドラマ
- 『 推しが武道館いってくれたら死ぬ』 MOMO-松山空音、KANO-伯方眞妃、SOYO-水守ゆめ莉、GUMI-寺本優佳 役[233] 
（2022年10月9日 -  朝日放送テレビ・テレビ朝日・瀬戸内海放送、10月13日-  岩手朝日テレビ、10月22日-  名古屋テレビ放送、10月23日-  山形テレビ、12月8日-  愛媛朝日テレビ、12月10日-  九州朝日放送）

### 映画
- 『劇場版 推しが武道館いってくれたら死ぬ 』(2023年5月12日公開)  MOMO-松山空音、KANO-伯方眞妃、SOYO-水守ゆめ莉、GUMI-寺本優佳 役[134]

### 音楽番組
- WONDER WHEEL（2021年5月14日、TOKYO MX）
- PLAYLIST（2023年8月30日、TBS）[145]
- バズリズム02（2023年11月4日 - 18日、日本テレビ） - 「密着フカボリズム」に出演[234]
- PLAYLIST（2024年5月1日、TBS）[165]
- バズリズム02（2024年5月24、日本テレビ）[235]
- PLAYLIST（2025年3月26日、TBS）[186]

### インターネットラジオ
- @onefiveのまだ見ぬトーク（JFN PARK、2020年6月29日 - 7月20日、全4回）[236]

## 書籍

### ムック
- ite アスマート限定版/通常版　表紙（太田出版、2020年6月25日、ISBN　978-4-7783-1700-3）